# Buch Tobit

Filippino Lippi – Tobias und der Erzengel Raphael (um 1475)

Das Buch Tobit (oder Buch Tobias, abgekürzt Tob) gehört zu den Spätschriften des Alten Testaments. Es ist eine weisheitliche Lehrerzählung mit märchenhaften Zügen, die von zwei verwandten jüdischen Familien handelt. Der vorbildlich lebende alte Tobit in Ninive erblindet, und seine junge Verwandte Sara im fernen Ekbatana leidet darunter, dass der Dämon Aschmodai jeden Bräutigam in der Hochzeitsnacht tötet. Tobit und Sara wünschen sich zu sterben, beten dann aber. Der Engel Raphael wird von Gott entsandt, um beiden zu helfen. Er bietet sich dem Tobias, Tobits Sohn, als Reisebegleiter an und unterrichtet ihn, wie er die Innereien eines Zauberfischs als Mittel gegen Dämonen und gegen Blindheit verwenden muss. Tobias heiratet Sara und heilt seinen Vater Tobit.
Nur die griechische Übersetzung ist vollständig erhalten. Unter den Schriftrollen vom Toten Meer befinden sich aramäische und hebräische Fragmente des Buchs Tobit.
Das Buch wurde nicht in den jüdischen Kanon aufgenommen, ist aber Teil der Septuaginta und wird von der römisch-katholischen Kirche und den orthodoxen Kirchen als Teil des Schriftenkanons des Alten Testaments angesehen. In den Kirchen der Reformation gehört das Tobitbuch nicht zum Alten Testament, wird aber in der Lutherbibel und in der Zürcher Bibel unter den Apokryphen des Alten Testaments aufgeführt. 

## Buchtitel
Das Buch ist nach seiner Hauptperson benannt: altgriechisch Βίβλος λόγων Τωβίθ Bíblos lógōn Tōbíth „Buch der Worte Tobits“. In der Vulgata heißt das Werk Liber Tobiae, woraus Sprecher des Lateinischen schlossen, dass die Hauptperson Tobias heiße. Da Vater und Sohn bei dieser Annahme den gleichen Namen haben, heißt das Buch Tobit im Lateinischen auch Liber utriusque Tobiae, „Buch der beiden Tobiasse“.

## Entstehungszeit und -ort
Das Buch Tobit entstand nicht in der Zeit, in der seine Handlung spielt (8. Jahrhundert v. Chr.). Das zeigt sich beispielsweise daran, dass Tobias’ Reisebegleiter mit kleinen Silbermünzen belohnt werden soll. Solche Münzprägungen kamen im Perserreich erst im 4. Jahrhundert v. Chr. auf.
Für die Datierung des Tobitbuchs bietet Tob 14,4  einen Anhaltspunkt: Die Prophetenbücher gelten bereits als heilige Schrift. Die mehrfach vorkommende Formulierung „nach dem Gesetz des Mose“ ist Sprachgebrauch des Buchs der Chronik (Beispiel: 2 Chr 23,18 ). Damit kommt man in die hellenistische Zeit (spätes 3./frühes 2. Jahrhundert v. Chr.).
Wegen des Achikar-Stoffes vermutete man im frühen 20. Jahrhundert eine Entstehung des Tobitbuchs in Ägypten (Elephantine); die neuere Forschung tendiert eher zu einer Abfassung in der östlichen Diaspora (vielleicht Persien) oder auch in Judäa. Die Exilsituation bildet zwar den Hintergrund der Handlung, aber die Verbindung mit Jerusalem ist, im Gegensatz etwa zum Buch Ester, immer wieder betont. Vorausgesetzt ist eine geografisch weit zerstreute jüdische Diaspora, deren Rückkehr nach Jerusalem zwar für die Endzeit erhofft wird, für die Gegenwart aber keine Option darstellt. Gegen eine Entstehung in der östlichen Diaspora sprechen allerdings die offenbar fehlenden Ortskenntnisse. Józef T. Milik vertrat die Hypothese, die Erzählung stamme aus der Oberschicht des persischen oder frühhellenistischen Samaria und diene dem Ruhm der Tobiadenfamilie. Später sei das Werk von einer jüdischen Jerusalem-Redaktion überarbeitet worden. Damit kann Milik erklären, warum die Hauptpersonen des Buchs dem Nordreich-Stamm Naftali angehören, während Helden von Diaspora-Erzählungen sonst stets aus dem Südreich Juda stammen.

## Textüberlieferung
Der griechische Text des Buchs Tobit ist in drei Rezensionen erhalten:
- Die Kurzfassung (GI) wird vom Codex Vaticanus (4. Jahrhundert), Codex Alexandrinus (5. Jahrhundert) und Codex Venetus (8. Jahrhundert) sowie mehreren Minuskelhandschriften vertreten. Die Erzählung ist knapp und in recht gutem Griechisch gehalten.
- Die Langfassung (GII) repräsentiert vor allem der Codex Sinaiticus (4. Jahrhundert) und die Minuskeln 319 und 910. Gegenüber GI ist diese Erzählung viel ausführlicher und zeigt den Einfluss einer semitischen Sprache.
- Daneben gibt es eine unvollständig überlieferte Mischfassung (GIII), die von den Handschriften 106 und 107 geboten wird. Sie ist abhängig von der Langfassung (GII), hat jedoch auch Züge von GI übernommen.

Wie sich Lang- und Kurzfassung zueinander verhalten, wird in der Forschung seit Konstantin von Tischendorfs Entdeckung des Codex Sinaiticus diskutiert. Nach Beate Ego ist es wahrscheinlich, dass die Langfassung ursprünglicher ist und die Kurzfassung das Werk von Bearbeitern ist, die den Text strafften und sprachlich verbesserten.
Bereits im 19. Jahrhundert wurde angenommen, dass es für das Buch Tobit eine semitischsprachige Vorlage gebe. Durch die Funde von Qumran konnte diese These bestätigt werden. 1952 wurden in Höhle 4Q Fragmente von vier Manuskripten in aramäischer Sprache und das Fragment einer Schriftrolle in hebräischer Sprache gefunden. Dadurch sind etwa 20 % des aramäischen, aber nur 6 % des hebräischen Tobitbuchs bekannt. Hier eine Übersicht der Manuskriptbezeichnungen mit den ungefähren paläografischen Datierungen:
- 4QpapToba ar (= 4Q196), um 50 v. Chr.
- 4QTobb ar (= 4Q197), um 15 v. Chr. – 15 n. Chr.
- 4QTobc ar (= 4Q198), um 50 v. Chr.
- 4QTobd ar (= 4Q199), um 100 v. Chr.
- 4QTobe (= 4Q200), um 30 v. Chr. – 20 n. Chr.

Die Qumran-Fragmente stehen insgesamt dem Langtext näher, was dazu beigetragen hat, dass die neuere Forschung diesen weitgehend für ursprünglich hält. Die Zweisprachigkeit in Judäa/Palästina in hellenistischer und frührömischer Zeit bedeutet auch, dass es Aramaismen im hebräischen und Hebraismen im aramäischen Text des Tobitbuchs gibt. Wenn man sich für eine aramäische Urfassung entscheidet, so passt dies gut zur Annahme, dass die Erzählung in der östlichen Diaspora entstanden ist.
Die altlateinische Fassung des Tobitbuchs (Vetus Latina) übersetzte eine griechische Vorlage, die dem Codex Sinaiticus (GII) relativ ähnlich war. Sie lief in verschiedenen Versionen um: als Vetus Afra in Nordafrika, Vetus Italica in Norditalien, Vetus Hispana in Spanien. Die Fassung der Vulgata unterscheidet sich erheblich davon. Hieronymus schrieb, er habe sie an einem einzigen Tag fertiggestellt, indem er den aramäischen Text von einem Dolmetscher mündlich ins Hebräische übersetzen ließ und diese hebräische Version dann ins Lateinische übersetzte. Nachweislich hat aber auch die Vetus Latina auf die Vulgata-Fassung eingewirkt. In der Vulgata ist die ganze Erzählung in der 3. Person gehalten. „Der Vulgatatext weicht trotz vieler ‚Schlüsselübereinstimmungen‘ derart massiv von der griechischen Tradition ab, dass unklar bleibt, inwieweit Vorlage oder Übersetzer dafür verantwortlich zu machen sind.“ Obwohl Hieronymus beanspruchte, eine aramäische Vorlage gehabt zu haben, ist eine besondere Nähe der Vulgata zu den aramäischen Qumran-Fragmenten nicht erkennbar. In Hieronymus’ eigenwilliger Bearbeitung wurde das Buch Tobit im mittelalterlichen Europa gelesen, sie ist auch Textgrundlage der Lutherübersetzung.
Weiterhin gibt es Übersetzungen ins Arabische, Armenische, Koptische, Äthiopische und Syrische, die von der griechischen Fassung abhängig sind. Ebenso existieren mittelalterliche Übertragungen ins Hebräische und Aramäische, die keinerlei Bezug zu den alten Texten aus Qumran erkennen lassen. Dabei handelt es sich vielmehr um Rückübersetzungen aus dem Griechischen oder Lateinischen mit midraschartigen Erweiterungen.
Unter den Übersetzungen ins Deutsche bot die Lutherbibel bis zur Revision von 2017 eine Übersetzung der Vulgata; 2017 wurde das Buch Tobit, ebenso wie andere Apokryphen, neu aus dem Griechischen übersetzt (GII; die Verszählung stimmt daher mit früheren Ausgaben nicht überein). Die unrevidierte Einheitsübersetzung (1980) übersetzte den griechischen Kurztext (GI), die Revision 2016 dagegen den Langtext (GII). Allerdings hat der Codex Sinaiticus als Hauptzeuge für den Langtext zwei Textlücken in Tob 4,7–19  und in Tob 13,6–10 . Wer GII übersetzt, kann für die Textlücke im 4. Kapitel auf eine zur Sinaiticus-Textfamilie gehörige Athos-Handschrift aus dem Jahr 1021 zurückgreifen, Βατοπαιδίου 513 (= Minuskel 319). Für die Textlücke im 13. Kapitel steht dagegen keine Handschrift dieser Textfamilie zur Verfügung. Es bleibt daher nichts anderes übrig, als an dieser Stelle die Version des Kurztextes (GI) zu ergänzen oder auf die Vetus Latina auszuweichen.

## Inhalt

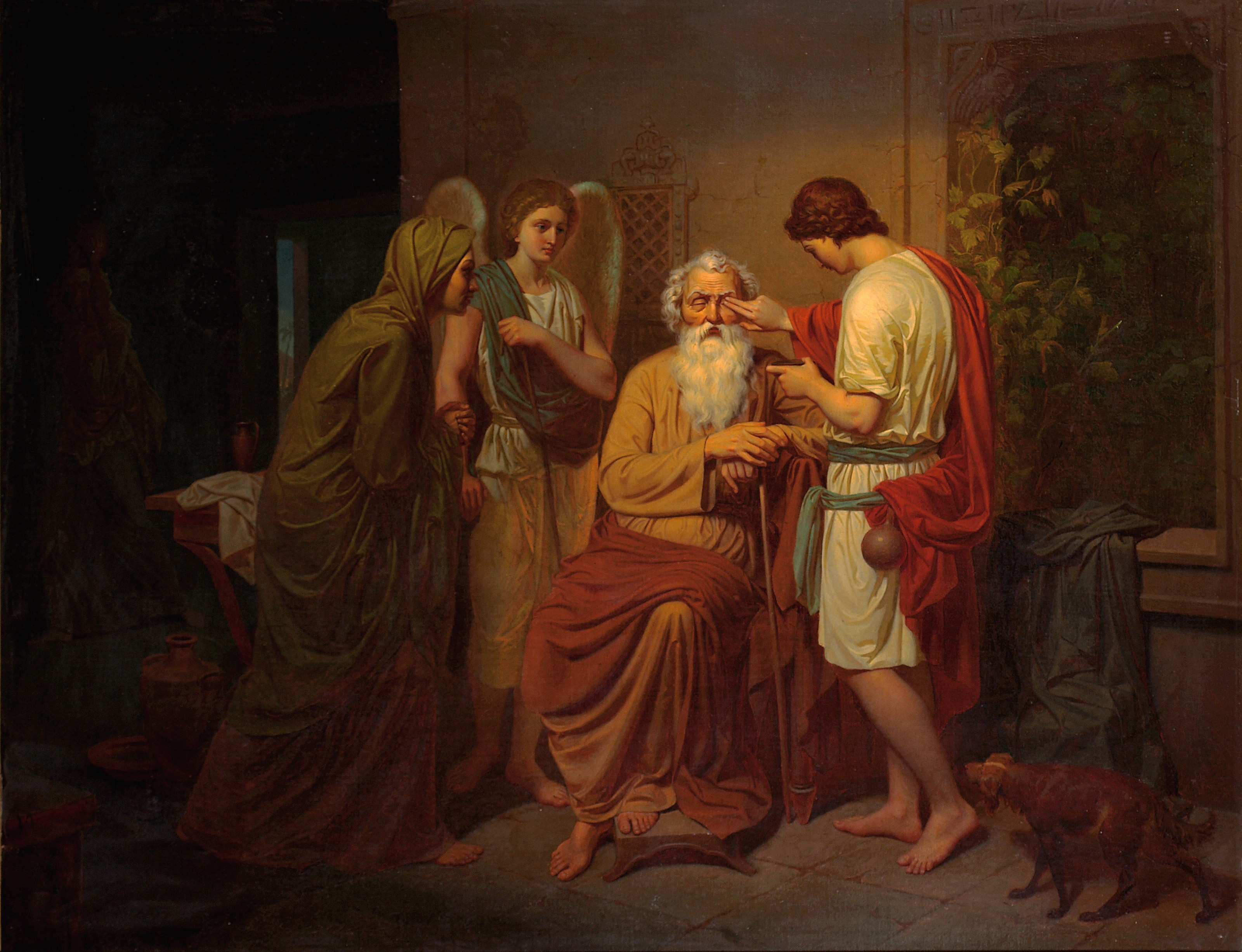
August Malmström – Tobias heilt die Augen seines blinden Vaters (um 1890)

Als Lehrerzählung stellt das Tobitbuch sein religiöses Verhaltensideal mit folgenden drei Leitbegriffen vor:
- altgriechisch ὁδοὶ ἀληθείας hodoì alētheías „Wege der Treue und Wahrheit“, d. h. zuverlässige Wege;
- altgriechisch δικαιοσύναι dikaiosýnai „Gerechtigkeitserweise“;
- altgriechisch ἐλεημοσύνας ποιεῖν eleēmosýnas poieĩn „Werke der Barmherzigkeit tun“, d. h. tätige Nächstenliebe.

Das Buch Tobit enthält die Geschichte zweier jüdischer Familien, die miteinander verwandt sind. Tobit wird vorgestellt als ein Angehöriger des Stammes Naftali. Er lebt im Nordreich Israel, beteiligt sich aber nicht am dortigen Götzendienst, sondern pilgert mit seiner Familie regelmäßig zum Jerusalemer Tempel. Mit anderen Israeliten werden er, seine Frau Hanna und sein Sohn Tobias nach Ninive deportiert. Dort lebt er getreu den Geboten der Tora. Mit seiner Wohltätigkeit hilft er anderen Israeliten und sorgt gegebenenfalls für ein ordentliches Begräbnis. Wie beiläufig wird dabei auch erwähnt, dass er auf einer Reise nach Medien einem Gabael in Rages Geld zur Aufbewahrung übergeben hat. Er leidet unter der Religionsverfolgung des Assyrerkönigs Sennacherib, aber durch die Fürsprache seines Neffen Achikar, eines hohen Beamten am Königshof, wird ihm sein konfisziertes Vermögen zurückerstattet. Am Wochenfest schickt er seinen Sohn Tobias, er soll arme Israeliten an seine reich gedeckte Tafel einladen. Tobias kehrt zurück und berichtet, dass auf dem Marktplatz der Leichnam eines ermordeten Israeliten liege. Tobit eilt sogleich, den Toten zu bestatten, und isst danach eine Trauermahlzeit. Er übernachtet unter freiem Himmel in seinem Hof; Vogelkot fällt auf seine Augen, so dass er erblindet. Vergeblich sucht er Hilfe bei Ärzten. Vier Jahre ist er nun blind, und Hanna verdient den Lebensunterhalt der Familie als Weberin. Ein Kunde schenkt ihr ein Ziegenböckchen. Aber Tobit argwöhnt, sie habe es gestohlen. Da klagt seine Frau: „Wo sind deine Barmherzigkeitstaten? Wo sind deine gerechten Werke? Siehe, das ist offenbar an dir.“ (Tob 2,14 , Übersetzung: Septuaginta Deutsch, GII) Tobit reagiert mit einem Gebet, in dem er sich solidarisch mit seinem Volk erklärt: Alle haben gesündigt, alle leiden unter Gottes Strafe. Tobit möchte nur noch sterben.
Zur gleichen Zeit, weit entfernt in Ekbatana in Medien, wird Tobits junge Verwandte Sara von einer Magd beschimpft. Ein Dämon, Aschmodai, hat nämlich alle Ehemänner Saras getötet, und die Magd wünscht ihr, dass auch sie bald stirbt. Kurz erwägt Sara, sich im Obergemach zu erhängen. Aber das wäre ein zu großer Kummer für ihren Vater Raguel. So wendet sie sich stattdessen im Gebet an Gott und bittet ihn, sie sterben zu lassen oder ihr sein Erbarmen zu zeigen: „Befiehl, dass ich von der Erde erlöst werde […] Und wenn es dir nicht gefällt, mich sterben zu lassen, Herr, so höre nun hin auf meine Schmach.“ (Tob 3,13a.15e , Übersetzung: Septuaginta Deutsch, GII)
Das Gebet Tobits und das Gebet Saras werden gleichzeitig „vor der Herrlichkeit Gottes erhört,“ und der Engel Raphael wird ausgesandt, um Tobit von seiner Blindheit zu heilen und Sara von dem Dämon Aschmodai zu befreien.
Gerade an diesem Tag erinnert sich Tobit seines Geldes in Medien und ruft seinen Sohn Tobias, um ihn darüber zu informieren. Da er seinen Tod erwartet, gibt er seinem Sohn eine Lebenslehre als Vermächtnis: Gott in den Menschen zu dienen und vor allem großzügig zu helfen, wo immer er kann: „Wie viel dir gehört, entsprechend dieser Menge gib Almosen; wenn du wenig hast, fürchte dich nicht, entsprechend dem Wenigen Almosen zu geben […] Eine gute Gabe ist ein Almosen für alle, die es geben, vor dem Höchsten.“ (Tob 4,8.11 , Übersetzung: Septuaginta Deutsch, GI)
Unter Raphaels Führung, der sich in Menschengestalt als Begleiter angeboten hat, reist Tobias nach Medien. Beide übernachten am Ufer des Tigris. Als Tobias ins Wasser steigt, um sich zu waschen, versucht ein großer Fisch, seinen Fuß zu verschlingen. Raphael weist ihn an, den Fisch zu fangen und dessen Galle, Herz und Leber in Salz eingelegt mitzunehmen. Denn wenn er Herz und Leber des Fisches verbrennt, so muss jeder Dämon weichen, und wenn er die Galle auf die Augen eines Blinden träufelt, kann der wieder sehen. Raphael führt Tobias direkt zu dem Haus Raguels, der sich freut, seinen jungen Verwandten zu sehen. Er ist auch gern bereit, ihn mit seiner Tochter zu vermählen, denn die beiden seien füreinander bestimmt. Der Heiratsvertrag wird aufgesetzt und das Festmahl gefeiert. Im Hochzeitsgemach verbrennt Tobias Fischherz und Fischleber auf Räucherwerk, worauf der Dämon Aschmodai entflieht. Bevor sie die Ehe vollziehen, beten Braut und Bräutigam gemeinsam. Am Morgen trifft Raguel schon Vorkehrungen, den nächsten Schwiegersohn zu beerdigen, freut sich aber natürlich, Tobias lebend anzutreffen. Es wird nun gefeiert, aber Tobias wünscht mit dem Geld seines Vaters und mit der Fischgalle als Heilmittel gegen dessen Blindheit nach Ninive heimzukehren. Sara bleibt etwas zurück, und Tobias eilt in sein Elternhaus, wo Hanna und Tobit sorgenvoll warten. Er heilt den Vater von seiner Blindheit. Als man den Reisegefährten entlohnen will, gibt der sich als Engel zu erkennen. Tobit singt einen Lobpreis auf den barmherzigen Gott.
Kurz vor seinem Tod ruft Tobit seinen Sohn und rät ihm Ninive zu verlassen und wieder nach Medien zu ziehen, da Ninive zerstört werden würde. Nachdem auch seine Mutter Hanna gestorben ist, bricht Tobias nach Medien auf und lässt sich bei seinem Schwiegervater nieder. Er wird 127 Jahre alt, und kurz vor seinem Tod erfährt er noch, dass Ninive, so wie es sein Vater vorausgesagt hat, tatsächlich zerstört wurde: „Er freute sich vor seinem Tod über Ninive(s Untergang) und pries Gott, den Herrn, in alle Ewigkeit.“ (Tob 14,15b , Übersetzung: Septuaginta Deutsch, GII)

## Fiktionalität
„Damit niemand das Fiktive an dieser Erzählung übersieht, lässt der Verfasser … Tobit in seinem 112 Jahre dauernden Leben wichtige Ereignisse der Volksgeschichte aus mehr als drei Jahrhunderten miterleben.“ (Helmut Engel) Wenn Tobias als Kind mit den Deportierten nach Ninive kam, wäre dies etwa 732 v. Chr. Nach Tob 14,14  erreichte er ein Alter von 117 Jahren. Nach Tob 14,15 konnte er sich als alter Mann an der Zerstörung Ninives (612 v. Chr.) erfreuen.
Hinzu kommen geographische Unstimmigkeiten: Ekbatana liegt am Fuß des Zagrosgebirges, etwa 2010 m über dem Meeresspiegel. Über 300 km entfernt liegt Rages, 1132 m über dem Meeresspiegel. Für das Tobitbuch (Tob 5,6 ) sind beide Orte zwei Tagereisen voneinander entfernt, und Ekbatana liegt in der Ebene, Rages aber in den Bergen. Eine Reise von Ninive nach Rages führt auch nicht zum Ufer des Tigris (vgl. Tob 6,2 ).

## Stil und Quellen
Die Geschichte ist nicht so erzählt, dass Spannung entstünde. Denn schon in Tob 3,16–17  erfährt der Leser, dass der Engel Raphael Tobit und Sara helfen wird, und in Tob 6,6–8  klärt Rafael Tobias darüber auf, wie er die Innereien des Fischs zur Dämonenabwehr und als Medikament nutzen soll. Alles Weitere entwickelt sich dann folgerichtig. Ironie begegnet mehrfach im Tobitbuch. Ein Beispiel: Tobit wünscht seinem Sohn zum Abschied, dass ihn und Raphael ein Engel auf der Reise begleiten möge (Tob 5,17 ); der Leser weiß bereits im Gegensatz zu den Akteuren der Erzählung, dass Raphael selbst ein Engel ist. Das Tobitbuch sollte aber keineswegs als Komödie gelesen werden: „Saras Versuche verheiratet zu werden, oder die Erblindung Tobits durch den Kot der Vögel wollen im Kontext der Erzählung nicht als komisch, sondern als tragisch verstanden werden, führen sie doch in beiden Fällen zu einem äußerst ernst gemeinten Todeswunsch.“
Viele Züge der Erzählung erinnern an die Patriarchengeschichten im Buch Genesis, zum Beispiel die Suche nach der passenden Braut für den Sohn oder die Pflicht, für das Begräbnis zu sorgen. Die weibliche Hauptperson, Sara, trägt den Namen der Erzmutter, Abrahams Frau. Die Krise, in die der blinde Tobit durch den Streit mit seiner Frau gestürzt wird, erinnert an die Rahmenerzählung des Buchs Ijob. Außerbiblische Erzählmotive sind beispielsweise „Der Dankbare Tote“ und „Die Braut und das Ungeheuer“. Carl Fries beobachtete eine Ähnlichkeit des Tobitbuchs mit dem Telemachos-Zyklus der Odyssee: Ein junger Mann, dessen Vater in einer Notlage ist, bricht zu einer Reise auf, bei der er von einem göttlichen Wesen in Menschengestalt begleitet und beraten wird.
In die Erzählung sind weitere literarische Gattungen integriert: der autobiografische Bericht (Tob 1,3–3,6), Gebete, Hymnen, ethische Mahnreden und ein Testament (Tob 14,3–11 ).

## Wirkungsgeschichte
In der Westkirche wurde das Buch Tobit in der Bearbeitung des Hieronymus (Vulgata) gelesen. In Literatur und Alltagsfrömmigkeit fanden vor allem zwei Motive Aufnahme: der Schutzengelglaube und der Brauch der „drei Tobiasnächte.“ Damit ist die Empfehlung Raphaels an Tobias gemeint, nach der Vermählung drei Nächte bis zum Vollzug der Ehe zu warten. Diese Version von Tob 6,19–22  ist eine Besonderheit der Vulgata und der von ihr abhängigen Übersetzungen.
In der italienischen Frührenaissance (Quattrocento) gehörte die gemeinsame Wanderung von Tobias und Raphael zu den beliebten Bildmotiven.
Der Stoffkreis um Tobias wurde auch in Dramen und Oratorien mehrfach aufgenommen:
- Georg Gotthart: Laeben deß frommen vnnd Goettsfoerchtigen Tobiæ (Tobias), 1617 in Solothurn aufgeführt, 1619 in Augsburg gedruckt.
- Nach Musik von Georg Friedrich Händel und einem neuen Libretto stellte John Christopher Smith ein Oratorium Tobit (1764?) zusammen.
- 1775 schrieb Joseph Haydn für Wien das zu seiner Zeit hochberühmte Oratorium Il ritorno di Tobia auf ein Libretto von Gian Gastone Boccherini, dem Bruder des Komponisten und Cellisten Luigi Boccherini.

### Textausgaben
- Stuart Weeks u. a. (Hrsg.): The book of Tobit: Texts from the Principal Ancient and Medieval Traditions, with Synopsis, Concordances, and Annotated Texts in Aramaic, Hebrew, Greek, Latin, and Syriac (Fontes et subsidia ad Bibliam pertinentes 3). De Gruyter, Berlin / New York 2004. ISBN 3-11-017676-9
- Wolfgang Kraus, Martin Karrer (Hrsg.): Septuaginta Deutsch. Das griechische Alte Testament in deutscher Übersetzung. Deutsche Bibelgesellschaft, Stuttgart 2009, ISBN 978-3-438-05122-6. (Wissenschaftliche Übersetzung des Tobitbuchs durch Beate Ego, GI und GII werden parallel gedruckt.)

### Überblicksdarstellungen
- Reimund Leicht: Tobit/Tobitbuch. In: Religion in Geschichte und Gegenwart (RGG). 4. Auflage. Band 8, Mohr-Siebeck, Tübingen 2005, Sp. 425–426.
- Beate Ego: Tobit. In: Theologische Realenzyklopädie (TRE). Band 33, de Gruyter, Berlin / New York 2002, ISBN 3-11-017132-5, S. 573–579.
- Helmut Engel: Das Buch Tobit. In: Christian Frevel (Hrsg.): Einleitung in das Alte Testament. 9., aktualisierte Auflage. Kohlhammer, Stuttgart 2016, ISBN 978-3-17-030351-5, S. 350–362.

### Kommentare
- Beate Ego: Buch Tobit. In: Werner Georg Kümmel, Hermann Lichtenberger (Hrsg.): Jüdische Schriften aus hellenistisch-römischer Zeit. Band 2: Unterweisung in erzählender Form. Gütersloh 1973–1999, ISBN 3-579-03920-2, S. 871–1007 (JSHRZ, Bd. 2, Lfg. 6, 1999, ISBN 3-579-03926-1).
- Beate Ego: Tobit (= Internationaler Exegetischer Kommentar zum Alten Testament, IEKAT). Verlag W. Kohlhammer, Stuttgart 2021, ISBN 978-3-17-020443-0.
- Joseph A. Fitzmyer: Tobit (= Commentaries on Early Jewish Literature). De Gruyter, Berlin u. a. 2003, ISBN 3-11-017574-6.
- Helen Schüngel-Straumann: Tobit (= Herders Theologischer Kommentar zum Alten Testament (HThKAT)). Herder, Freiburg im Breisgau 2000, ISBN 3-451-26819-1.

### Monographien, Sammelbände, Zeitschriftenartikel
- Michaela Hallermayer: Text und Überlieferung des Buches Tobit (= Deuterocanonical and cognate literature studies. Band 3). De Gruyter, Berlin u. a. 2008, ISBN 978-3-11-019496-8.
- Robert Hanhart: Text und Textgeschichte des Buches Tobit. (= Abhandlungen der Akademie der Wissenschaften zu Göttingen, Philologisch-Historische Klasse. Folge 3, Band 139 = Mitteilungen des Septuaginta-Unternehmens der Akademie der Wissenschaften in Göttingen. Band 17). Vandenhoeck & Ruprecht, Göttingen 1984, ISBN 3-525-82421-1.
- Naomi S. S. Jacobs: Delicious Prose: Reading the Tale of Tobit with Food and Drink. Brill, Leiden/Boston 2018, ISBN 978-90-04-38244-2.
- Joseph A. Fitzmyer: The Aramaic and Hebrew Fragments of Tobit from Qumran Cave 4. In: The Catholic Biblical Quarterly 57/4 (1995), S. 655–675.
- Merten Rabenau: Studien zum Buch Tobit (= Beihefte zur Zeitschrift für die Alttestamentliche Wissenschaft. Band 220). De Gruyter, Berlin u. a. 1994, ISBN 3-11-014125-6.
- George W. Nickelsburg: The Search for Tobit’s Mixed Ancestry: A Historical and Hermeneutical Odyssey. In: Revue de Qumran 17 (1996/97), S. 339–349.
- A. Schmitt: Die hebräischen Textfunde zum Buch Tobit aus Qumran 4QTobe (4Q200). In: Zeitschrift für die Alttestamentliche Wissenschaft 113 (2001), S. 566–582.
- Ulrich Kellermann: Eheschließungen im frühen Judentum: Studien zur Rezeption der Leviratstora, zu den Eheschließungsritualen im Tobitbuch und zu den Ehen der Samaritanerin in Johannes 4 (= Deuterocanonical and cognate literature studies. Band 21). De Gruyter, Berlin u. a. 2015.
- Francis M. Macatangay: The wisdom instructions in the Book of Tobit (= Deuterocanonical and cognate literature studies. Band 12). De Gruyter, Berlin u. a. 2011, ISBN 978-3-11-025534-8.
- Walter Michel: Die Tobias-Dramen bis zu Haydns Oratorium „Il ritorno di Tobia“. In: Haydn-Studien, Veröffentlichungen des Joseph Haydn-Instituts, Band V, Heft 3, S. 147–168. Sonderdruck G. Henle Verlag, München 1984.
- Vincent T. M. Skemp: The Vulgate of Tobit Compared with Other Ancient Witnesses. Society of Biblical Literature, Atlanta 2000, ISBN 0-88414-032-6.
- Wyss, Stephan: Tobit. Ein programmatischer Versuch über die Treue zum Menschen. Edition Exodus. Luzern 2021